# 105e brigade de défense territoriale
Pour les articles homonymes, voir 105e brigade.
La 105e brigade de défense territoriale ((en ukrainien : 105-та окрема бригада територіальної оборони), abrégé en 105-та ОБрТрО ; numéro d'unité militaire А7033) est une grande unité forces de défense territoriale ukrainiennes basée dans l'oblast de Ternopil et dépendant du Commandement opérationnel ouest.

## Historique

### Formation
Le 27 juin 2018, la 105e brigade de défense territoriale est créée dans l'oblast de Ternopil,. Dès le mois de décembre, les réservistes de l'unité suivent des formations dédiées aux premiers secours ainsi qu'à la tactique ou à l'usage des armes légères. Des formations de ce type sont également menées tout au long de l'année 2019,.

### Invasion de l'Ukraine par la Russie
Lancée le 24 février 2022, jour de l'entrée des troupes russes en Ukraine, la campagne de recrutement menée par la « 105e brigade » se termine le 4 mars, lorsqu'elle est déclarée pleinement opérationnelle par l'administration militaire régionale. Dans le cadre de la guerre en Ukraine, la brigade n'est pas envoyée au front mais participe à la protection des infrastructures et à la formation des volontaires dans son oblast d'origine.
Au cours de la contre-offensive ukrainienne dans la région de Kharkiv, la brigade aide à protéger le flanc droit de l'avancée à travers la rivière Oskol vers Lyman. Elle reste ensuite déployée à l'arrière pendant l'attaque en direction de Kreminna.

## Structure

### Ordre de bataille
En juin 2024, l'ordre de bataille connu de la brigade est le suivant  :
- État-major de la brigade  (Ternopil) [2] ;
  - 
    -  Compagnie de protection du QG ;

  -  80e bataillon de défense territoriale (unité militaire А7167) (Bilobojnytsia (uk)) [2]
  -  82e bataillon de défense territoriale (unité militaire А7169) (Ternopil) [2]
  -  83e bataillon de défense territoriale (unité militaire А7170) (Ternopil) [2]
  -  85e bataillon de défense territoriale (unité militaire А7172) (Kremenets) [2]
  -  compagnie de transport [2]
  -  compagnie de contre-sabotage [2]
  -  compagnie de support matériel et technique [2]
  -  compagnie de communication [2]
  -  peloton anti-aérien [2]
  -  compagnie de reconnaissance [2]
  -  compagnie de Génie [2]
  -  service médical [2]

### Chefs de corps
- 2018 - 2022 Colonel Oleh Diditchenko [2]
- 2022 - Colonel Ievhen Fomenko [2]

## Traditions

### Insigne

#### Insigne d'arme de la brigade
Description de l'insigne :

Insigne d'arme de la brigade

- insigne d'arme une clé d'or et un glaive d'or croisés, sur un mur bleu crénelé, le tout sur un écu de forme britannique d'or[2].
- insigne d'épaule de combat : même chose mais utilisation de couleurs dé-saturées pour des raisons de camouflage.

Symbolique des figures utilisées :
- Les éléments centraux, la clé et le glaive symbolisent l'importance stratégique de la région de Ternopil pour l'Ukraine, ils sont repris des armoiries de l'Oblast[7]
- Le mur crénelé symbolise la stabilité et la fermeté. C'est également le symbole des forces territoriales.

armes de l'oblast de Ternopil.

### Honneurs
Le 4 décembre 2022, la brigade reçoit son drapeau de combat.